# Saint-Émilion Jazz Festival
 (janvier 2024).
La mise en forme du texte ne suit pas les recommandations de Wikipédia : il faut le « wikifier ».
Les points d'amélioration suivants sont les cas les plus fréquents. Le détail des points à revoir est peut-être précisé sur la page de discussion.
- Les titres sont pré-formatés par le logiciel. Ils ne sont ni en capitales, ni en gras.
- Le texte ne doit pas être écrit en capitales (les noms de famille non plus), ni en gras, ni en italique, ni en « petit »…
- Le gras n'est utilisé que pour surligner le titre de l'article dans l'introduction, une seule fois.
- L'italique est rarement utilisé : mots en langue étrangère, titres d'œuvres, noms de bateaux, etc.
- Les citations ne sont pas en italique mais en corps de texte normal. Elles sont entourées par des guillemets français : « et ».
- Les listes à puces sont à éviter, des paragraphes rédigés étant largement préférés. Les tableaux sont à réserver à la présentation de données structurées (résultats, etc.).
- Les appels de note de bas de page (petits chiffres en exposant, introduits par l'outil «  Source ») sont à placer entre la fin de phrase et le point final[comme ça].
- Les liens internes (vers d'autres articles de Wikipédia) sont à choisir avec parcimonie. Créez des liens vers des articles approfondissant le sujet. Les termes génériques sans rapport avec le sujet sont à éviter, ainsi que les répétitions de liens vers un même terme.
- Les liens externes sont à placer uniquement dans une section « Liens externes », à la fin de l'article. Ces liens sont à choisir avec parcimonie suivant les règles définies. Si un lien sert de source à l'article, son insertion dans le texte est à faire par les notes de bas de page.
- La présentation des références doit suivre les conventions bibliographiques. Il est recommandé d'utiliser les modèles {{Ouvrage}}, {{Chapitre}}, {{Article}}, {{Lien web}} et/ou {{Bibliographie}}. Le mode d'édition visuel peut mettre en forme automatiquement les références.
- Insérer une infobox (cadre d'informations à droite) n'est pas obligatoire pour parachever la mise en page.

Pour une aide détaillée, merci de consulter Aide:Wikification.
Si vous pensez que ces points ont été résolus, vous pouvez retirer ce bandeau et améliorer la mise en forme d'un autre article.
Saint-Émilion Jazz Festival est un festival de jazz situé à Saint-Émilion (Gironde).

## Historique et particularités
Créé en 2012 sous l’impulsion de son actuel président Dominique Renard, ancien négociant en vins passionné de musique et de sa région, le Saint-Émilion Jazz Festival propose un parcours mêlant musique et patrimoine à travers une programmation d’artistes confirmés, de découvertes locales, et des animations au cœur du village de Saint-Émilion, classé au patrimoine mondial de l'humanité par l'UNESCO depuis 1999.

## Scènes et activités
La scène des Douves du Palais Cardinal est la scène payante du festival. La scène du Parc Guadet est celle où se passent les concerts gratuits. Un « bar à vin éphémère » et des producteurs de spécialités régionales sont également présents, notamment des producteurs de vins.
Chaque année, le festival propose également au public une « Dégustation Musicale », un événement ou l'artiste met en musique, au rythme d'une dégustation, les vins d'une propriété. En 2017, elle se déroulait au Château Angélus avec la présence du pianiste Yaron Herman.

## Programmation
Le festival a participé et organisé des concerts pendant Bordeaux Fête le Fleuve 2017, Libourne Fête le Vin 2017, ainsi qu’à l'occasion de nombreuses émissions radiophoniques et télévisuelles.

### 2012
Earth Wind & Fire Experience feat Al McKay, Dee Dee Bridgewater, Jacky Terrasson Trio & Guests, Zakir Hussain, Troc feat André Ceccarelli, Alan Broadbent Solo, Giovanni Mirabassi Trio, Brian Blade & the Fellowship Band, Hadouk Trio, Yaron Herman Solo, François Faure Solo, Thierry Maillard Solo, Brady Winterstein Trio & Guests, Dominique Di Piazza, Martin Weiss (de), Opus Jam Gospel

### 2013
Gary Husband (en) Solo, Minino Garay & Les Tambours du Sud, Ernesto Tito Puentes Big Band, Fred Hersch Solo, Joe Stilgoe Quintet, Monty Alexander,  Baptiste Trotignon Solo, Yaron Herman Quartet, Chick Corea & The Vigil, Edouard Ferlet Solo, Electro Deluxe, CHIC feat. Nile Rodgers, Latin Spirit, Circle Trio, Les Pères Peinards, Post Image, Lo Jay joue O’Day, Thierry Valette Projet Quintet 1953, Edmond Bilal Band , Samy Thiebault Clear Fire Quintet, Duke, Sweet Dixie Band

### 2014
Youn Sun Nah Duo, Jacky Terrasson & Stéphane Belmondo, Madison Street Family, Franck Dijeau Big Band Swing Sessions, The Foolish King, Bordeaux Jazz All Star 7tet, Frédéric Borey Shape Trio invite Christophe Maroye, Jean-Christophe Jacques 4tet, The Rix’tet, Tri-Nations Guitar Trio, Frogjam, Elephant Brass Machine

### 2015
Ben l’Oncle Soul, China Moses, Eric Legnini, Foolish King, Frogjam, Grégory Privat, Nina Attal, Rix’tet, Roger Biwandu, Serge Moulinier Trio, Shaolin Temple Defenders, Sweet Dixie, Thierry Valette

### 2016
Akoda, Denny Illet & Friends, Electro Deluxe, Faada Freddy, Jean-Pierre Como, Leon Newars, Marcus Miller, Sebastien Arruti, Snawt, Stéphane Belmondo, Tom Ibarra, Get 7

### 2017
Assosax, Roger Biwandu, Capucine, Como Lancement, Cyrille Aimée, Hugh Coltman, Trio Ponty Lagrène Eastwood,  Karmarama, Monk, On Lee Way, Post Image, Richard Bona, Rix, Stacy Kent, The Headbangers, Tiana Razafy, The Malted Milk, Yaron Herman, Baptiste Trotignon

### 2018[10]
Maceo Parker, Cécile McLorin Salvant, Stéphane Belmondo, Sylvain Luc, Eric Legnini, Vargas Blues Band, Old School Funky Family, Hanuman, Franck Dijeau Big Band, Saxtape, Shob & friends, Ishkero, Scott Tixier, Robin and the Woods, The Kilometers, Eric Séva, Tom Ibarra, NoJazz, Jean-Michel Bernard, Christophe Maroye